# Proactivitat
Proactivitat és una actitud en la qual el subjecte assumeix el ple control de la seva conducta vital de manera activa, cosa que implica la presa d'iniciativa en el desenvolupament d'accions creatives i audaces per generar millores, fent prevaler la llibertat d'elecció sobre les circumstàncies de la vida. És un terme procedent del llatí, està compost per dues paraules: pro, arrel llatina que significa ‘abans de’, i activitat, que significa ‘facultat d'obrar’, ‘diligència, eficàcia’, de l'arrel llatina: activitas, activitatis.
El concepte fou encunyat per Viktor Frankl, un neuròleg i psiquiatre austríac que va sobreviure als camps de concentració nazis, en el seu llibre Man's Search for Meaning (L'home a la recerca de sentit, 1946). Anys després el terme es popularitzaria en molts llibres d'autoajuda, desenvolupament personal i empresarial gràcies al supervendes Els set hàbits de les persones altament efectives de l'autor Stephen R. Covey.
La proactivitat no significa només prendre la iniciativa, sinó assumir la responsabilitat de fer que les coses succeeixin, decidir en cada moment el que volem fer i com ho farem.
Les persones proactives es mouen per valors acuradament meditats i seleccionats: poden passar moltes coses al seu voltant però són propietàries de com volen reaccionar davant aquests estímuls. Centren els seus esforços en el cercle d'influència: es dediquen a aquelles coses respecte a les quals poden fer alguna cosa. La seva energia és positiva, amb la qual cosa amplien el seu cercle d'influència.
En contraposició, les persones reactives es veuen afectades per les circumstàncies, les condicions, l'ambient social ... Només se senten bé si el seu entorn està bé. Centren els seus esforços en el cercle de preocupació: en els defectes d'altres persones, en els problemes del medi i en circumstàncies sobre les que no tenen cap control. No tenen la llibertat de triar les seves pròpies accions.

## Què no és proactivitat?
La proactivitat no té res a veure amb l'activisme o la hiperactivitat. Ser proactiu no significa actuar de pressa, de manera caòtica i desorganitzada, deixant-se portar pels impulsos del moment.
Les persones que tenen l'hàbit de la proactivitat no són agressives, arrogants o insensibles, com defensen alguns tòpics, sinó tot el contrari: es mouen per valors, saben el que necessiten i actuen en conseqüència.